# Avantage de Fellgett
L'avantage de Fellgett ou avantage multiplexe est une amélioration du rapport signal sur bruit (SNR) obtenu en mesurant par multiplexage plutôt que par mesure directe. Son nom vient de P. B. Fellgett, qui fit le premier par de cette observation dans sa thèse de doctorat. Lorsqu'on mesure un signal dont le bruit est dominé par le bruit du détecteur, une mesure multiplexée, comme le signal généré par un spectromètre transformée de Fourier, peut réellement améliorer le rapport signal sur bruit comparé à son équivalent de balayage par un monochromateur, de l'ordre de √m, où  m est le nombre de points d'échantillonnage dans le spectre étudié.
Sellar et Boreman ont fait valoir que cette amélioration du SNR peut être considérée comme un résultat de l'absence de contrainte d'avoir une ouverture de sortie à l'intérieur du spectromètre, qui réduit la lumière collectée par le détecteur du même facteur.
Il existe un autre avantage multiplexe lorsque l'on mesure un signal tel que les lignes d'émission d'un spectre atomique ou moléculaire. Au pic de la ligne d'émission, une mesure monochromatique sera bruitée, puisque le bruit est proportionnel à la racine carrée du signal. Pour la même raison, la mesure sera moins bruitée à la ligne de base du spectre. Dans une mesure multiplexée, au contraire, le bruit d'une mesure donnée est réparti de façon plus ou moins égale sur la totalité du spectre, peu importe l'intensité locale. Ainsi, une mesure multiplexée permet d'avoir une SNR plus haut pour les pics d'émission. Il y a cependant un désavantage  multiplexe symétrique : lorsque le signal étudié est les lignes d'absorption dans un spectre, le même principe produira un signal plus bruité dans les vallées d'absorption par rapport à un balayage monochromatique.
Cependant, si le bruit dominant dans le détecteur est le bruit de grenaille, le bruit est alors proportionnel à la racine carrée de la puissance, de sorte que, pour un large spectre plat, le bruit sera proportionnel à la racine carrée de m'', où 'm est le nombre de points d'échantillonnage dans le spectre étudié ; ce désavantage compense donc exactement l'avantage de Fellgett. Le bruit de grenaille est la raison pour laquelle la spectroscopie par transformée de Fourier ne s'est jamais imposée pour la spectroscopie ultraviolet-visible.